# Dinamični biljard
Dinámični biljárd je preprost dinamični sistem, v katerem se delec izmenično giblje premočrtno in odbija od stene, svoje meje, oziroma robu območja. Ko delec zadene rob, se odbije brez izgube hitrosti, in odboj predstavlja idealni trk. Delec je pri tem točkasto telo, ki predstavlja biljardno kroglo, tako da masa ne igra nobene vloge ({\displaystyle m=1}). Tudi velikost hitrosti je enotska: {\displaystyle |\mathbf {v} |=1}. Po odbojnem zakonu je odbojni kot enak vpadnemu. Elastičnost odboja pomeni, da se energija ne izgubi, in da je {\displaystyle |\mathbf {v} |=1}, četudi se je spremenila smer hitrosti. Biljardni dinamični sistemi so hamiltonske idealizacije igre biljard, kjer je področje znotraj robu lahko nepravokotnih oblik ali pa tudi večrazsežno. Dinamične biljarde je moč raziskovati v neevklidskih geometrijah. Dejansko so prva proučevanja biljardov ugotavljala njihovo ergodično gibanje na ploskvah s konstantno negativno ukrivljenostjo. Biljarde, ki se igrajo zunaj robu območja, preučuje teorija zunanjih biljardov.
Delec se v biljardu giblje po premici s konstantno energijo med odboji od robu. Če pa Riemannova metrika ni ravna, se delec giblje po geodetki. Zaporedje odbojev se opiše z biljardno preslikavo, ki popolnoma določa gibanje delca.
Bilijardi zaobjamejo vso kompleksnost hamiltonskih sistemov, od popolnoma urejenih, integrabilnih, do popolnoma neurejenih, kaotičnih, ergodičnih sistemov. Za določitev Poincaréjeve preslikave biljarda integracija enačb gibanja ne predstavlja problema. Birkhoff je pokazal, da je biljardni sistem z eliptično mizo integrabilen.
Enorazsežni biljardi kažejo deterministični kaos in so ergodični, če imajo različne mase. Matematična problema enorazsežnih biljardov z različnimi masami in posamezni biljard v pravokotni škatli sta enakovredna. Kaotična lastnost pomeni, da so biljardi izjemno učinkoviti vzorci svojega faznega prostora.

## Enačbe gibanja
Hamiltonova funkcija za delec z maso m, ki se prosto giblje brez trenja po ploskvi, je:
{\displaystyle H(p,q)={\frac {p^{2}}{2m}}+V(q)\!\,,}
kjer je {\displaystyle V(q)} potencial, enak nič znotraj območja {\displaystyle \Omega }, v katerem se delec lahko giblje, drugače pa neskončen:
{\displaystyle V(q)={\begin{cases}0\qquad q\in \Omega \\\infty \qquad q\notin \Omega \end{cases}}\!\,.}
Ta oblika potenciala zagotavlja odbojni zakon na robu. Kinetični člen zagotavlja, da se delec giblje po premici, brez spremembe energije. Če se giblje po neevklidski mnogoterosti, ima Hamiltonova funkcija obliko:
{\displaystyle H(p,q)={\frac {p^{i}p^{j}g_{ij}(q)}{2m}}+V(q)\!\,,}
kjer je {\displaystyle g_{ij}(q)} metrični tenzor v točki {\displaystyle q\in \Omega }.  Zaradi zelo preproste zgradbe Hamiltonove funkcije, so enačbe gibanja za delec, Hamilton-Jacobijeve enečbe, nič drugega kot geodetske enačbe mnogoterosti: delec se giblje po geodetkah.

## Zgledi biljardnih miz

### Hadamardovi biljardi
Hadamardovi biljardi se ukvarjajo z gibanjem prostega točkastega delca na ploskvi s konstantno negativno ukrivljenostjo, in še posebej na najpreprostejši kompaktni Riemannovi ploskvi z negativno ukrivljenostjo, plsokvijo reda 2. Model je strogo rešljiv in ga podaja geodetični tok na ploskvi. Je najzgodnejši zgled determinističnega kaosa, ki ga je raziskoval Hadamard leta 1898.

### Artinov biljard
Artinov biljard obravnava prosto gibanje točkastega delca na ploskvi s konstantno negativno ukrivljenostjo, in še posebej na najpreprostejši nekompaktni Riemannovi ploskvi, ploskvi z enim stikališčem. Je strogo rešljiv, ni le ergodičen ampak tudi strogo mešalen. Je zgled sistema Anosova. Takšne biljarde je prvi proučeval Artin leta 1924.

### Sinajev biljard
Miza Sinajevega biljarda je pravokotnik brez središčnega diska in je ravna brez ukrivljenosti. Predstava biljarda izhaja iz raziskovanja obnašanja dve med seboj delujočih diskov, ki se odbijata znotraj kvadrata, od robu kvadrata in drug od drugega. Z odstranitvijo srednjega dela mase kot konfiguracijske spremenljivke, se dinamika dveh med seboj delujočih diskov prevede na Sinajev biljard.
Biljard je uvedel Sinaj kot zgled medsebojno delujočega hamiltonskega sistema, ki ima fizikalne termodinamične lastnosti: vse možne poti so ergodične in njegov eksponent Ljapunova je pozitiven. Kot model klasičnega plina, se Sinajev biljard včasih imenuje Lorentzov plin.
Sinajev velik dosežek s tem modelom je bil pokazati da so klasična Boltzmann-Gibbsova skupina idealnega plina dejansko najbolj kaotični Hadamarjevi biljardi.

### Bunimovičev stadion
Bunimovičev stadion je pravokotnik na vsaki strani omejen s polkrogoma. Dokler ga ni raziskal Bunimovič, so za biljarde s pozitivnih eksponentom Ljapunova menili, da potrebujejo izbočene razprševalce, ko je disk v Sinajevem biljardu, da so divergence orbit ekesponentne. Bunimovič je pokazal, da je moč z upoštevanjem orbit prek gorišča vboklega območja doseči eksponentno divergenco.

## Kvantni kaos
Kvantno različico biljardov se raziskuje na več načinov. Klasično Hamiltonovo funkcijo, podano zgoraj, zamenja stacionarna Schrödingerjeva enačba {\displaystyle H\psi =E\psi }, oziroma točneje:
{\displaystyle -{\frac {\hbar ^{2}}{2m}}\Delta \psi _{n}(q)=E_{n}\psi _{n}(q)\!\,,}
kjer je {\displaystyle \Delta } Laplaceov operator. Potencial, ki je zunaj območja {\displaystyle \Omega } neskončen in znotraj enak nič, se prevede na Dirichletove robne pogoje:
{\displaystyle \psi _{n}(q)=0\quad {\mbox{for}}\quad q\notin \Omega \!\,.}
Kot po navadi so valovne funkcije ortonormalne:
{\displaystyle \int _{\Omega }{\overline {\psi _{m}}}(q)\psi _{n}(q)\,\mathrm {d} q=\delta _{mn}\!\,.}
Schrödingerjeva enačba prostega polja je enaka Helmholtzevi enačbi: 
{\displaystyle \left(\Delta +k^{2}\right)\psi =0\!\,,}
pri čemer je: 
{\displaystyle k^{2}={\frac {2mE_{n}}{\hbar ^{2}}}\!\,.}
To pomeni, da se lahko dvo in trirazsežni kvantni biljardi modelirajo s klasičnimi resonančnimi načini radarske votline dane oblike, kar omogoča eksperimentalno preveritev. Študij načinov radarskih votlin mora biti omejen na prečne magnetne načine, saj za njim veljajo Dirichletovi robni pogoji.
Polklasična meja odgovarja {\displaystyle \hbar \to 0}, kar je lahko enakovredno {\displaystyle m\to \infty }, masa narašča in se obnaša klasično.
V splošnem se lahko reče, da kadar so klasične enačbe gibanja integrabilne (npr. pravokotne ali krožne biljardne mize), je kvantnomehanska različica biljardov v celoti rešljiva. Ko je klasični sistem kaotičen, potem kvantni sistem v splošnem ni strogo rešljiv in se pri njegovi kvantizaciji in vrednotenju pojavi več težav. Splošni študij kaotičnih kvantnih sistemov je znan kot kvantni kaos.
Posebej pozornost zbujajoč zgled za brazgotinjenje (scarring) na eliptični mizi je dan z opazovanjem kvantnega privida.

## Uporabe
Najbolj praktična uporaba teorije kvantnih biljardov je povezana z dvakrat prevlečenimi optičnimi vlakni. V takšnem vlaknastem laserju ozko jedro z nizko numerično aperturo omejuje signal, širša prevleka ma omejuje večkratni način sesanja. V paralaktičnem približku se celotno polje črpanja v prevleki obnaša kot valovna funkcija v kvantnem biljardu. Načini prevlek z brazgotinjenjem se lahko ognejo jedru, simetrična postavitev pa izboljša ta pojav. Kaotična vlakna zagotavljajo dobro sklopitev. V prvem približku se lahko takšno vlakno opiše z enakimi enačbami kot idealizirani biljard. Sklopitev je še posebej šibka v vlaknih s krožno simetrijo, spiralno oblikovana vlakna, z jedrom blizu spiralnega kraka, pa kažejo dobre sklopitvene lastnosti. Majne spiralne deformacije prisilijo prevleke, da se sklopijo z jedrom.